# Nyschni Torhaji
Nyschni Torhaji (ukrainisch Нижні Торгаї; russisch Нижние Торгаи Nischnije Torgai) ist ein Dorf im Osten der ukrainischen Oblast Cherson mit etwa 1300 Einwohnern (2001).
Das Dorf wurde 1840 von Siedlern aus den Provinzen Tula und Poltawa unter dem Namen Torhajiwka (Торгаївка) gegründet und 1886 erstmals schriftlich erwähnt.
Vom 16. September 1941 bis zum 29. Oktober 1943 war das Dorf von deutschen Truppen besetzt.
Die Ortschaft liegt auf einer Höhe von 41 m am Ufer des 65 km langen Welyki Sirohosy (Великі Сірогози), etwa 14 km südwestlich vom ehemaligen Rajonzentrum Nyschni Sirohosy und etwa 140 km östlich vom Oblastzentrum Cherson.
Im Süden des Dorfes verläuft die Fernstraße M 14 / E 58.
Am 12. Juni 2020 wurde das Dorf ein Teil der neugegründeten Siedlungsgemeinde Nyschni Sirohosy, bis dahin bildete es die gleichnamige Landratsgemeinde Nyschni Torhaji (Нижньоторгаївська сільська рада/Nyschnjotorhajiwska silska rada) im Südwesten des Rajons Nyschni Sirohosy.
Seit dem 17. Juli 2020 ist der Ort ein Teil des Rajons Henitschesk.